# Roland Weinert
Roland Weinert (* 25. Mai 1975 in Linz) ist ein österreichischer Jurist und Beamter.

## Berufliches
Weinert maturierte 1993 am BRG Fadingerstraße in Linz und studierte anschließend kurzzeitig Medizin, danach bis 2001 Jus an der Leopold-Franzens-Universität in Innsbruck und schloss dieses Studium als Mag. iur. ab. Er studierte weiters von 2003 bis 2005 an der Universität Wien Public Relations und schloss dieses Studium mit Auszeichnung als MAS ab. Außerdem studierte er an der Medizinischen Universität Wien Arbeitsfähigkeits- und Eingliederungsmanagement und schloss dieses Studium mit Auszeichnung als MSc. ab.
Weinert ist Mitglied der Studentenverbindung Suevia Innsbruck.
Von Mai 2001 bis September 2002 war er im Kabinett von Vizekanzlerin Susanne Riess-Passer tätig, anschließend war er nach Ausbildung zum Polizeijuristen bis Februar 2005 als Jurist am Polizeikommissariat Wien-Margareten im Dienst. Danach wechselte er ins Bundesministerium für soziale Sicherheit, Generationen und Konsumentenschutz und war von Anfang 2005 bis Ende 2006 unter Ursula Haubner stellvertretender Kabinettschef. Zwischenzeitlich war er auch als freier Mitarbeiter bei einer steirischen Unternehmensberatung tätig.
Von November 2006 bis Jänner 2018 war er Abteilungsleiter im Sozialministerium, nach Angelobung der Bundesregierung Kurz I wurde er unter Vizekanzler Heinz-Christian Strache kurzzeitig Kabinettschef, später leitete er die Präsidialsektion bis Februar 2020. Zwischen Jänner 2018 und Mai 2019 war er zudem Generalsekretär im Bundesministerium für öffentlichen Dienst und Sport. Von Februar 2020 bis Februar 2021 war er Präsidialleiter der Sektion I im Bundesministerium für Arbeit, Familie und Jugend, anschließend leitete er die Sektion I von Februar 2021 bis Juli 2022 im Bundesministerium für Arbeit. Seit Juli 2022 leitet er die Präsidialsektion und die Sektion I im Bundesministerium für Arbeit und Wirtschaft.

## Politisches
Weinert ist Mitglied der FPÖ in Niederösterreich.